# Onofre Ferreira de Castro
Onofre Ferreira de Castro (Guaxupé, 16 de maio de 1932 – 19 de janeiro de 1995) foi um médico brasileiro.
Foi eleito membro da Academia Nacional de Medicina em 1989, sucedendo Evaldo de Oliveira na Cadeira 96, que tem Rodolpho Albino como patrono.